# Muhannad Al-Shanqeeti
Muhannad Al-Shanqeeti (en árabe: مهند الشنقيطي‎; Medina, 12 de marzo de 1999) es un futbolista saudí que juega en la demarcación de lateral derecho para el Al-Ittihad Jeddah Club de la Liga Profesional Saudí.

## Selección nacional
Tras jugar con la selección de fútbol sub-20 de Arabia Saudita y la sub-23, finalmente hizo su debut con la selección absoluta el 1 de diciembre de 2021 en un encuentro de la Copa Árabe de la FIFA 2021 contra Jordania que finalizó con un resultado de 0-1 a favor del combinado jordano tras el gol de Mahmoud Al-Mardi.

## Clubes
| Club                   | País           | Año       | Partidos | Goles |
| ---------------------- | -------------- | --------- | -------- | ----- |
| Ohod Club              | Arabia Saudita | 2016-2018 | 14       | 1     |
| Al-Ittihad Jeddah Club | Arabia Saudita | 2018-     | 141      | 4     |

## Palmarés

### Campeonatos nacionales
| Título                      | Club       | País           | Año  |
| --------------------------- | ---------- | -------------- | ---- |
| Supercopa de Arabia Saudita | Al-Ittihad | Arabia Saudita | 2023 |
| Liga Profesional Saudí      | Al-Ittihad | Arabia Saudita | 2023 |
| Liga Profesional Saudí      | Al-Ittihad | Arabia Saudita | 2025 |